# Ralph Vaughan Williams

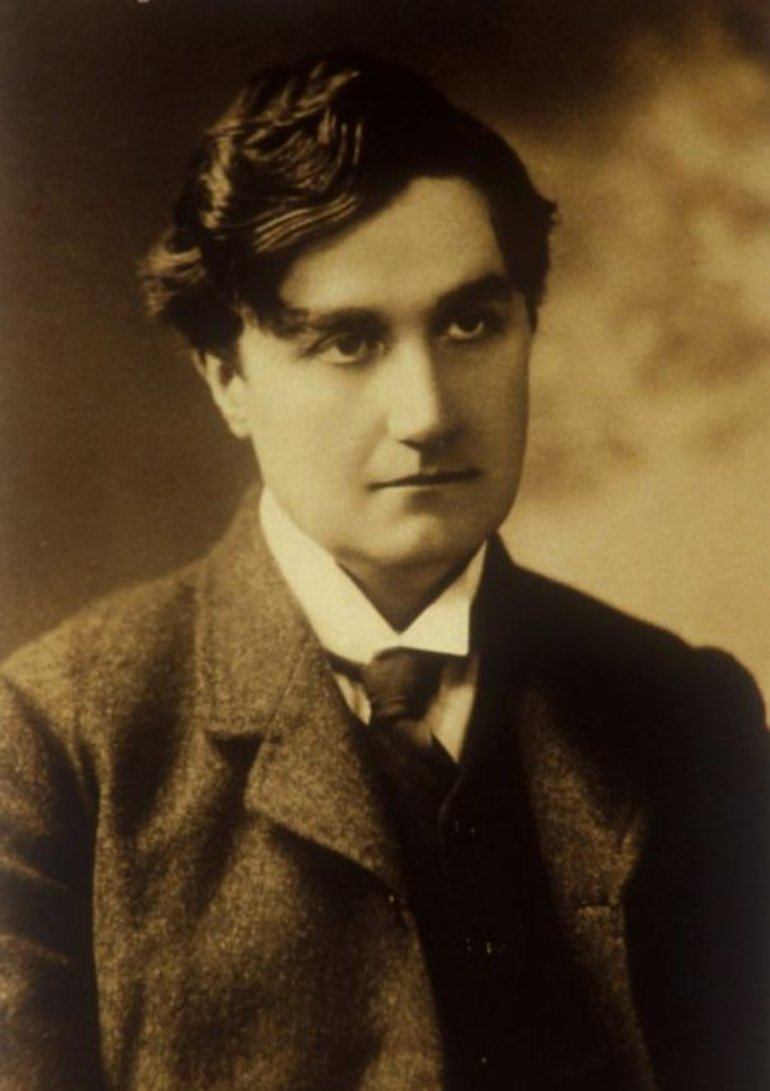
Ralph Vaughan Williams (um 1900)

Ralph Vaughan Williams (* 12. Oktober 1872 in Down Ampney, Gloucestershire; † 26. August 1958 in London; Aussprache [ˌreɪf vɔːn ˈwɪljəmz] ⓘ) war ein englischer Komponist und Dirigent. Sein in über 60 Jahren entstandenes Werk umfasst Opern, Ballette, Kammermusik, religiöse wie säkulare Vokalwerke sowie Orchesterkompositionen, darunter neun Sinfonien. Beeinflusst von Musik der Tudorzeit, traditionellen Folk Songs sowie Werken der englischen Literatur, gab er der lange Zeit vor allem durch deutsche Einflüsse bestimmten britischen Musik eine eigenständige Stimme.

## Leben

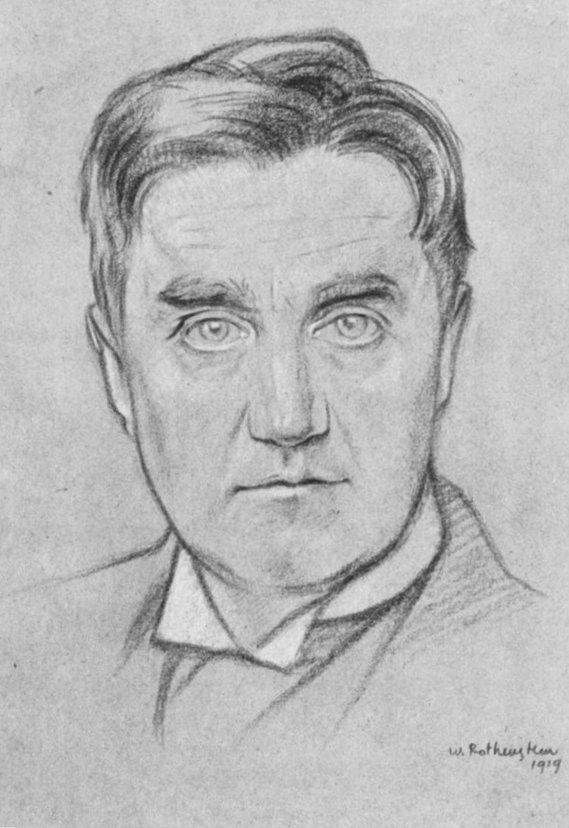
Porträt von Ralph Vaughan Williams von William Rothenstein 1919.

Vaughan Williams war der Sohn des anglikanischen Geistlichen Arthur Vaughan Williams (1834–1875) und ein Großneffe Charles Darwins. Er wuchs in Leith Hill Place (Surrey) auf und erhielt von einer Tante ersten Musikunterricht. Nach seiner Schulzeit an der englischen Eliteschule Charterhouse School studierte er ab 1890 am Royal College of Music in London bei Hubert Parry und Charles Villiers Stanford, dann von 1892 bis 1895 bei Charles Wood am Trinity College der Universität Cambridge und 1896 nochmals in London, wo seine enge Freundschaft mit Gustav Holst begann. Zusätzlich nahm er 1897 Unterricht bei Max Bruch in Berlin, im selben Jahr heiratete er Adeline Fisher.
Von 1896 bis 1899 wirkte Vaughan Williams in London als Organist. Bald schon beschäftigte er sich intensiv mit dem Sammeln und Veröffentlichen englischer Volkslieder (Bushes and Briars, 1903) und entdeckte auch die englische Musik der Renaissance für sich. Beides beeinflusste seinen Kompositionsstil erheblich. 1905 wurde er musikalischer Leiter des Leith Hill Musical Festival (bis 1953), 1906 gab er ein neues Kirchengesangbuch, The English Hymnal, heraus. 1908 hielt er sich in Paris auf, um bei Maurice Ravel noch einmal weiteren Unterricht zu nehmen.
1910 erschien dann sein erstes großes Werk, A Sea Symphony, in der späteren Zählung seine erste Sinfonie, eigentlich aber eine gewaltige Kantate für Soli, Chor und Orchester nach Worten Walt Whitmans. Im selben Jahr wurde eines seiner beliebtesten Werke veröffentlicht, die Fantasia on a Theme by Thomas Tallis. 1911 folgte der Liederzyklus On Wenlock Edge, 1913 dann seine zweite Sinfonie, A London Symphony. Die deutsche Erstaufführung am Deutschen Opernhaus in Berlin dirigierte Ignatz Waghalter.
Im Ersten Weltkrieg diente Vaughan Williams in Frankreich als Soldat. Durch den Geschützlärm wurde sein Gehör geschädigt, was in späteren Jahren zur Taubheit führte. Seine tief empfundenen Eindrücke dieser Jahre finden ihren Niederschlag vor allem in der dritten Sinfonie, der Pastoral Symphony für Sopran und Orchester, die bereits 1916 skizziert, aber erst 1922 aufgeführt wurde. 1919 wurde er Kompositionslehrer am Royal College of Music in London (bis 1938), von 1920 bis 1928 leitete er den Londoner Bach-Chor. Immer häufiger trat er auch als Dirigent seiner eigenen Werke auf. 1924 (On Wenlock Edge), 1925 (die Pastoral Symphony in Prag und Merciless Beauty in Venedig), 1929 (Flos Campi) und 1931 (Benedicte) waren seine Werke bei den Weltmusiktagen der Internationalen Gesellschaft für Neue Musik (ISCM World Music Days) auf dem Programm.
Vaughan Williams erhielt in den folgenden Jahren zahlreiche Auszeichnungen. Seinen Ruhm mehrten das Ballett Job (1930) nach der biblischen Ijob-Geschichte, die durch ihre Dissonanz auffallende vierte Sinfonie (1935) sowie die in den Jahren des Zweiten Weltkriegs entstandenen Sinfonien Nr. 5 (1943) und 6 (1947). 1940 schrieb Vaughan Williams mit 49th Parallel auch seine erste Filmmusik. Im weiteren Verlauf der 1940er-Jahre schrieb er weitere Filmmusiken und aus seiner Komposition zu dem Abenteuerfilm Scotts letzte Fahrt entwickelte sich seine siebte Symphonie namens Sinfonia antartica.
1944 komponierte Vaughan Williams A Song of Thanksgiving als Auftragskomposition für die BBC. Unter dem ursprünglichen Titel Thanksgiving for Victory wurde das Stück in den letzten Wochen des Zweiten Weltkrieges aufgenommen und anlässlich eines Radio-Dankgottesdienstes am 13. Mai 1945 gesendet.
Zur Krönung von Königin Elisabeth II. schrieb Vaughan Williams ein Arrangement des Chorals All people that on earth do dwell, einer Version des Psalms 100 mit der Loys Bourgeois zugeschriebenen Melodie The Old 100th als Offertorium (Gesang zur Gabenbereitung). Der Komponist hatte vorgesehen, dass erstmals seit Jahrhunderten nicht nur ein Chor, sondern auch die Gemeinde bei der Krönung mitsingen sollte, indem in der abschließenden Doxologie To Father, Son, and Holy Ghost die Versammlung der Peers unisono in den Gesang einstimmt. Die Lords konnten den ungewohnten Ansprüchen zwar nicht genügen, dennoch verfehlte das Stück seine Wirkung auf den Hörer nicht. Dem britischen Königshaus stand Vaughan Williams ansonsten eher distanziert gegenüber, er lehnte sowohl die Ritterwürde als auch den Ehrentitel des Master of the Queen’s Music mindestens einmal ab. Politisch bekannte er sich zum Sozialismus.
Weniger erfolgreich waren jedoch seine Opern. Weder die 1924 uraufgeführte, aber bereits 1910 begonnene Hugh the Drover, noch Sir John in Love (1929), eine weitere Vertonung von Shakespeares Falstaff-Stoff, hielten sich im Repertoire.
Die größte Enttäuschung seiner Komponistenlaufbahn war für Vaughan Williams jedoch die zwar respektvolle, aber insgesamt verhaltene Aufnahme der oratorischen Oper The Pilgrim’s Progress (1951) nach John Bunyan, an der er über vierzig Jahre gearbeitet hatte. Im selben Jahr starb seine Frau Adeline nach langer, schwerer Krankheit. 1953 heiratete er Ursula Wood (1911–2007). Unter den Werken der letzten Jahre ragen die siebte Sinfonie Sinfonia antartica (1952), die nach der Filmmusik Scott of the Antarctic entstand, und die späte neunte Sinfonie (1957) heraus. 1949 wurde Williams in die American Academy of Arts and Letters, 1953 zum Ehrenmitglied der International Society for Contemporary Music ISCM und 1957 in die American Academy of Arts and Sciences gewählt.
Nach dem Tod Vaughan Williams’ wurde seine Asche im Poets’ Corner in der Westminster Abbey in London beigesetzt. Die Ralph Vaughan Williams Society widmet sich heute dem Andenken des Komponisten. Im deutschsprachigen Raum ist das Werk von Vaughan Williams verhältnismäßig unbekannt geblieben, während in England insbesondere die Werke The Lark Ascending oder Fantasia on a Theme by Thomas Tallis regelmäßig von Hörern klassischer Radiostationen in Hörerumfragen zu ihren Lieblingswerken gewählt werden.

## Werke

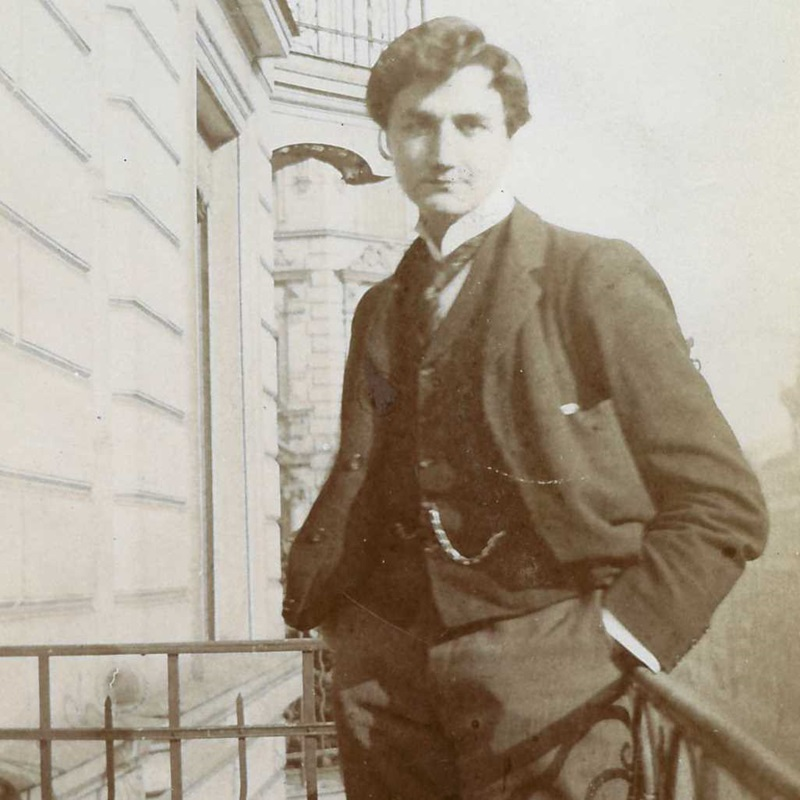
Ralph Vaughan Williams (um 1898)

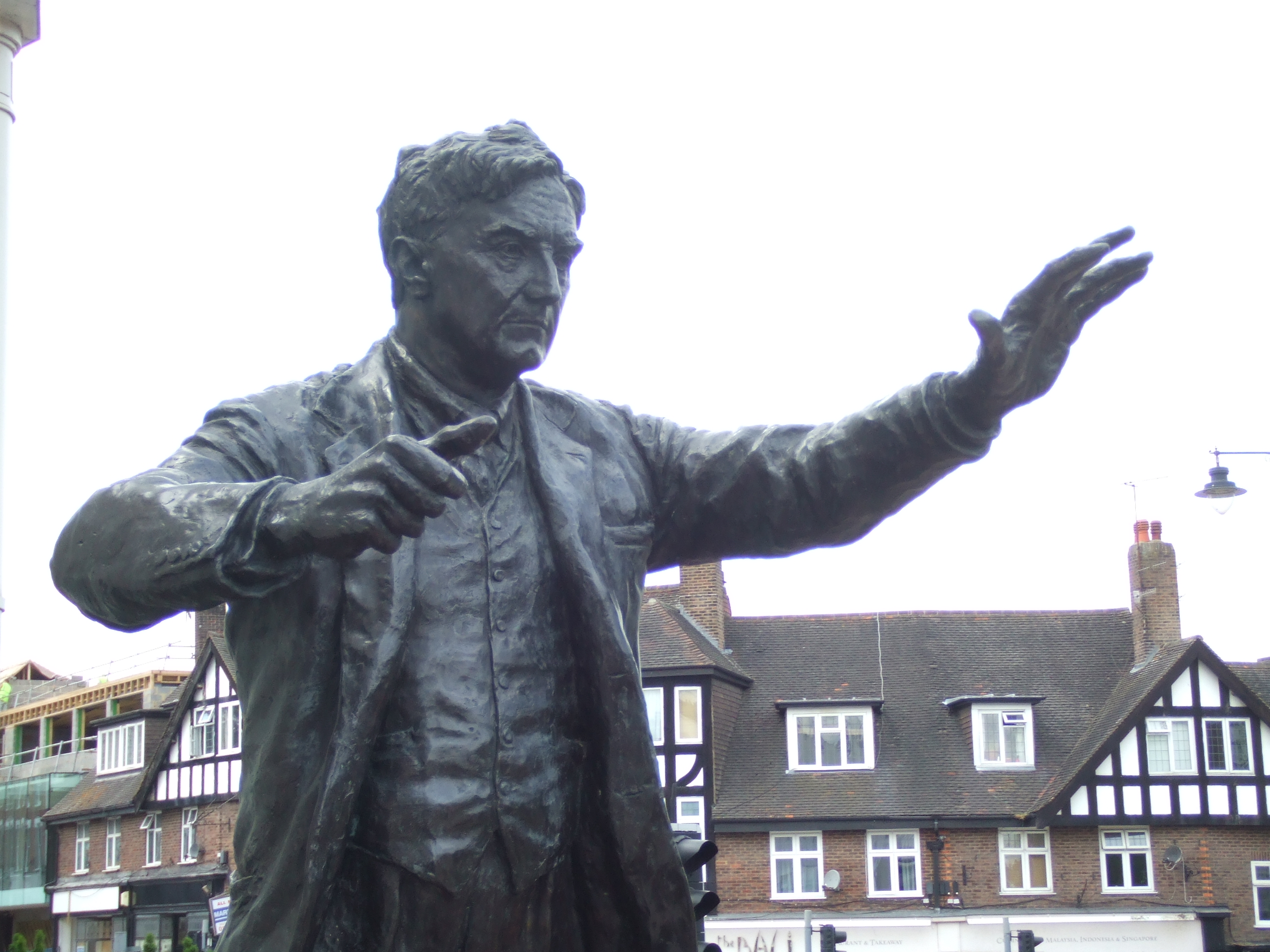
Statue von Ralph Vaughan Williams in Dorking

Siehe auch Kategorie:Werk von Ralph Vaughan Williams
Opern
- The Shepherds of the Delectable Mountains (1921, UA 1922; eingearbeitet in The Pilgrim’s Progress)
- Hugh the Drover, or Love in the Stocks. Romantic ballad opera (1910–1914, UA 1924)
- On Christmas Night. Masque with dancing, singing and miming (1926, UA 1926)
- Sir John in Love (1924–1928, UA 1929)
- The Poisoned Kiss. Romantic extravaganza (1927–1929, UA 1936)
- Riders to the Sea (1925–1932, UA 1937)
- The Bridal Day. Masque (1938–1939, bearbeitet 1952–1953, UA 1953)
- The Pilgrim’s Progress. Morality (vollendet 1949, UA 1951)

Ballette
- Old King Cole (1923)
- Job: A Masque for Dancing (1927–1930)

Sinfonien
- A Sea Symphony (Sinfonie Nr. 1) für Sopran, Bariton, Chor und Orchester (1910)
- A London Symphony (Sinfonie Nr. 2) (1913; bearbeitet 1920)
- Pastoral Symphony (Sinfonie Nr. 3) für Sopran und Orchester (1921), 1925 bei den III. ISCM World Music Days in Prag aufgeführt[20]
- Sinfonie Nr. 4 f-Moll (1931–1934)
- Sinfonie Nr. 5 D-Dur (1938–1943)
- Sinfonie Nr. 6 e-Moll (1944–1947)
- Sinfonia antartica (Sinfonie Nr. 7) (1949–1952)
- Sinfonie Nr. 8 d-Moll (1953–1955)
- Sinfonie Nr. 9 e-Moll (1956–1957)

Konzerte und konzertante Werke
- The Lark Ascending für Violine und kleines Orchester (1914)
- Concerto Accademico d-Moll für Violine und Streicher (1924–1925)
- Flos Campi. Suite für Viola, Chor und kleines Orchester (1926; zum Begriff flos campi siehe Rose von Scharon), 1929 bei den VII. und 1954 bei den XXVIII. ISCM World Music Days in Genf respektive in Haifa aufgeführt[20]
- Klavierkonzert (1933; 1946 für 2 Klaviere und Orchester bearbeitet)
- Suite für Viola und kleines Orchester (1934)
- Konzert für Oboe und Streicher a-Moll (1944)
- Romanze für Mundharmonika, Streicher und Klavier (1953)
- Konzert für Basstuba und Orchester f-Moll (1954)

Weitere Orchesterwerke
- In the Fen Country. Sinfonische Impression (1904/35)
- Norfolk Rhapsodie Nr. 1 (1905–06)
- The Wasps. Schauspielmusik (1909)
- Fantasia on a Theme by Thomas Tallis für doppeltes Streichorchester (1910/19)
- The Running Set (1933)
- Fantasia on Greensleeves (1934)
- 2 Hymn-tune Preludes für kleines Orchester (1936)
- Five Variants of „Dives and Lazarus“ für Streicher und Harfe (1939)
- Partita für doppeltes Streichorchester (1946–1948)
- Concerto grosso für Streicher (1950)
- Prelude on an Old Carol Tune (1953)

Kammermusik
- Streichquartett  c-Moll (1898, unveröffentlicht)
- Klavierquintett (vl, vla, vlc, kb, pf)  c-Moll (1903)
- Streichquartett Nr. 1 g-Moll (1908–09/1921)
- Phantasy Quintet für Streichquintett (1912)
- Romance and Pastorale für Violine und Klavier (1923)
- Six Studies in English Folksong für Violoncello und Klavier (1927)
- Household Music. 3 Preludes on Welsh hymn tunes für Streichquartett (1924)
- Streichquartett Nr. 2 a-Moll (1944)
- Violinsonate a-Moll (1956)

Klaviermusik
- Suite of Six Short Pieces (1921)
- Hymn Tune Prelude on Gibbons’ Song 13 (1930)
- Canon and Two-part Invention (1934)
- Valse lente and Nocturne (1934)
- Introduction and Fugue für 2 Klaviere (1946)
- The Lake in the Mountains (1947)

Orgelmusik
- Three Preludes on Welsh Hymn Tunes (1920)
- Präludium und Fuge c-Moll (1921)
- Two Preludes on Welsh Folksongs (1956)

Liederzyklen
- The House of Life (1903)
- Songs of Travel (1907) nach Texten von Robert Louis Stevenson
- On Wenlock Edge für Tenor, Klavier und Streichquartett (1911), 1924 bei den II. ISCM World Music Days in Salzburg aufgeführt[20]
- Four Hymns für Tenor, Klavier und Viola obbligato (1915)
- Four Poems by Fredegond Shove (1925)
- Two Poems by Seamus O’Sullivan (1925)
- Three Poems by Walt Whitman (1925)
- Three Songs from Shakespeare (1925)
- Along the Field für Gesang und Violine (1927; bearbeitet 1954)
- Seven Songs from „The Pilgrim’s Progress“ (1952)
- Ten Blake Songs für Gesang und Oboe (1957)
- Four Last Songs nach Gedichten von Ursula Vaughan Williams (1954–1958)
- zahlreiche weitere Einzellieder sowie Volksliedbearbeitungen – darunter „Three Vocalises“    für Sopranstimme und Klarinette (1958)

Chorwerke
- Toward the Unknown Region nach Walt Whitman für Chor und Orchester (1905–06)
- Willow-wood. Kantate für Bariton (Mezzosopran), Frauenchor und Orchester (1908–09)
- Five Mystical Songs für Bariton, Chor und Orchester (1911)
- Fantasia on Christmas Carols für Bariton, Chor und Orchester (1912)
- Messe in g-Moll für Soli (SATB) und Doppelchor (1920–1921)
- Sancta civitas. Oratorium für Tenor, Bariton, Chor und Orchester (1923–1925)
- Te Deum G-Dur für Chor und Orchester (Orgel) (1928)
- Benedicite für Sopran, Chor und Orchester (1929)
- The 100th Psalm c-Moll für Chor und Orchester (1929)
- Three Choral Hymns für Bariton (Tenor), Chor und Orchester (1929)
- Magnificat für Alt, Frauenchor und Orchester (1932)
- Five Tudor Portraits. Choral Suite für Alt (Mezzosopran), Bariton, Chor und Orchester (1935)
- Dona nobis pacem. Kantate für Sopran, Bariton, Chor und Orchester (1936)
- Festival Te Deum für Chor und Orchester (Orgel) (1937)
- Serenade to Music für 16 Solisten (oder 4 Solisten und Chor) und Orchester (1938)
- A Song for Thanksgiving für Sopran, Sprecher, Chor und Orchester (1944)
- An Oxford Elegy für Sprecher, kleinen Chor und kleines Orchester (1947–1949)
- The Sons of Light. Kantate für Chor und Orchester (1950)
- Hodie. Weihnachtskantate für Sopran, Tenor, Bariton, Chor und Orchester (1953–1954)
- zahlreiche weitere Chorwerke, teils mit Orchester-, Orgel- oder Klavierbegleitung, teils unbegleitet, nach weltlichen und geistlichen Texten, auch viele Carols und Bearbeitungen englischer Volkslieder

Filmmusik
- 49th Parallel (1940–1941)
- Coastal Command (1942)
- The People’s Land (1943)
- The Story of a Flemish Farm (1943)
- Stricken Peninsula (1944)
- The Loves of Joanna Godden
- Scotts letzte Fahrt (Scott of the Antarctic) (1948)
- Dim Little Island (1949)
- Bitter Springs (1950)
- The England of Elizabeth (1955)
- The Vision of William Blake (1957)

Für Blasorchester (Military- und Brass Band)
- English Folk Songs – 1923 (Suite für Military Band)
- Sea Songs – 1923 (Geschwindemarsch für Military- und Brass Band)
- Concerto Grosso – 1924 (für Military Band)
- Toccata Marziale – 1924 (für Military Band)
- Henry the Fifth – 1933 (Ouverture für Brass Band)
- The Golden Vanity – 1933 (Marsch für Military Band)
- Flourish of Trumpets for a Folk Dance Festival – 1935 (für Brass Band)
- England’s Pleasant Land – 1938
- Flourish for Wind Band – 1939
- Prelude on Three Welsh Hymn Tunes – 1955
- Variations for Brass Band – 1957 (für Brass Band)

Kirchenlieder
- For All the Saints (Sine Nomine)
- Salve Festa Dies
- King’s Weston (At the Name of Jesus)
- The Call
- Down Ampney